# John Neal (voetballer)
John Neal (Seaham, 13 april 1932 - 23 november 2014) was een Engels voetballer en voetbaltrainer.

## Spelerscarrière
Neal speelde zeven seizoenen lang voor Hull City. In 1956 ging hij in de lagere afdelingen spelen bij King’s Lynn FC, maar amper een jaar later tekende hij bij Swindon Town.
Het hoogtepunt van zijn spelerscarrière bereikte hij bij Aston Villa. In 1960 werd hij kampioen met de club in de Second Division, waarop de club naar de First Division promoveerde. In 1961 won hij met Aston Villa de allereerste editie van de League Cup. Aston Villa verloor de heenwedstrijd van de finale met 2-0 van Rotherham United, maar met Neal op het veld won Aston Villa de terugwedstrijd met 3-0, waardoor Aston Villa de beker won.
In november 1962 trok Neal naar Southend United. Daar sloot hij in 1965 zijn spelerscarrière af.

## Trainerscarrière

### Wrexham AFC
Neal begon zijn trainerscarrière in 1968 bij Wrexham AFC, een Welshe club die toen in de Engelse vierde klasse speelde. Neal eindigde in zijn eerste seizoen bij Wrexham negende, maar in het tweede seizoen eindigde de club tweede en promoveerde het naar de Third Division.
In zijn eerste seizoen in de Third Division eindigde Neal negende met Wrexham en leidde hij de club naar de finale van de Welshe voetbalbeker, die verloren werd van Cardiff City FC. Het seizoen daarop bereikte Wrexham opnieuw de bekerfinale: de tegenstander was opnieuw Cardiff City en ditmaal werd er wél gewonnen. Wrexham plaatste zich hiermee voor de Europacup II: in de eerste ronde schakelde het FC Zürich uit, maar in de tweede ronde werd het uitgeschakeld door Hajduk Split op basis van uitgoals (Wrexham won de heenwedstrijd thuis met 3-1, maar verloor in Split met 2-0).
Neal won in 1975 een tweede keer de Welshe beker met Wrexham. In de Europacup II 1975/76 schakelde het vervolgens Djurgårdens IF en Stal Rzeszów uit, maar moest het in de kwartfinale het onderspit delven tegen RSC Anderlecht, dat uiteindelijk eindwinnaar werd.

### Middlesbrough FC
Na negen seizoenen bij Wrexham ging Neal in 1977 aan de slag bij Middlesbrough FC. Neal was vier seizoenen lang trainer van de club. Hij eindigde achtereenvolgens 14e, 12e, 9e en 14e in de First Division en won in 1980 de Kirin Cup met de club. Neal vertrok in 1981 bij Middlesbrough, dat een jaar later zou degraderen naar de Second Division.

### Chelsea FC
Neal werd in 1981 de opvolger van Geoff Hurst als trainer van Chelsea FC. Chelsea verkeerde op dat moment in een zeer moeilijke periode: de club eindigde in het seizoen 1981/82 nog twaalfde in de Second Division, maar het seizoen erna flirtte de club zeer lang met de degradatie. De club redde zich uiteindelijk, maar het eindigde op slechts twee punten van de degradatie.
De club maakte echter een ommekeer en werd in het seizoen 1983/84 kampioen van de Second Division. De club keerde terug naar de First Division, waar het in haar eerste seizoen zesde eindigde. Op het einde van het seizoen eindigde de samenwerking tussen Neal en Chelsea.

## Erelijst

### Als speler
| Football League Second Division | 1x | 1959/60 |
| League Cup                      | 1x | 1961    |

### Als trainer
| Competitie                      |             |             |             |             |
| Competitie                      | Aantal      | Jaren       |             |             |
| Wrexham AFC                     | Wrexham AFC | Wrexham AFC | Wrexham AFC | Wrexham AFC |
| ------------------------------- | ----------- | ----------- | ----------- | ----------- |
| Welshe voetbalbeker             | 2x          | 1972, 1975  |             |             |
| Middlesbrough FC                |             |             |             |             |
| Kirin Cup                       | 1x          | 1980        |             |             |
| Chelsea FC                      |             |             |             |             |
| Football League Second Division | 1x          | 1983/84     |             |             |